# Атмар, Зухал
Зухал Атмар — афганская предпринимательница и защитница окружающей среды. Она известна своей новаторской работой, она первая женщина, владевшая и управлявшая заводом по переработке отходов в Афганистане. Атмар также исследовательница и аналитик по экономическим вопросам. Она была включена в список 100 влиятельных и вдохновляющих женщин Би-би-си за 2021 год.

## Биография
Атмар родилась в Афганистане. Бежала в Пакистан, где получила образование. Вернулась в Афганистан после падения Талибана. Она начала свою карьеру в роли исследовательницы. Во время своей работы в Отделе исследований и оценки Афганистана она участвовала в продвижении женского образования, общественного мнения, равных возможностей и доступа к средствам к существованию.

## Активизм
Экологическая работа Атмар началась с личного желания помочь решить проблему изменения климата. Она построила завод по переработке, чтобы внести свой вклад в снижение уровня загрязнения в Кабуле. В одном из интервью она назвала проблему одноразового использования пластика одной из причин 308 тонн мусора, ежедневно образующихся в Кабуле. Гуль-Мурсалский завод по переработке макулатуры перерабатывал 33 тонны мусора в неделю.
Её новаторская работа на предприятии по переработке привела к её дискриминации и преследованиям по половому признаку. Она говорила, что создать свою компанию было сложно, потому что женщины в Афганистане не имеют доступа к кредитам. Она смогла управлять своей компанией после получения кредита в размере 100 000 долларов от Агентства США по международному развитию (USAID). Атмар также боролась с патриархатом. Она утверждала, что подвергалась преследованиям со стороны конкурентов-мужчин. В отчете Атмар говорила, что «существует много суждений, и многих людей беспокоит то, что я веду свой собственный бизнес».
Атмар была включена в список 100 влиятельных и вдохновляющих женщин Би-би-си за 2021 год.